# Хејстингс (Небраска)
Хејстингс (енгл. Hastings) град је у америчкој савезној држави Небраска.

## Демографија
По попису из 2010. године број становника је 24.907, што је 843 (3,5%) становника више него 2000. године.
| Група             | 2000.          | 2010.          |
| Белци             | 21.790 (90,6%) | 21.485 (86,3%) |
| Афроамериканци    | 189 (0,8%)     | 237 (1,0%)     |
| Азијати           | 485 (2,0%)     | 412 (1,7%)     |
| Хиспаноамериканци | 1.343 (5,6%)   | 2.430 (9,8%)   |
| Укупно            | 24.064         | 24.907         |